# 软件文档
软件文档或者源代码文档是指与软件系统及其软件工程过程有关联的文本实体。文档的类型包括软件需求文档，设计文档，测试文档，用户手册等。其中的需求文档，设计文档和测试文档一般是在软件开发过程中由开发者写就的，而用户手册等非过程类文档是由专门的非技术类写作人员写就的。
早期的软件文档主要指的是用户手册，根据Barker的定义，文档是用来对软件系统界面元素的设计、规划和实现过程的记录，以此来增强系统的可用性。而Forward 则认为软件文档是被软件工程师之间用作沟通交流的一种方式，沟通的信息主要是有关所开发的软件系统。Parnas则强调文档的权威性，他认为文档应该提供对软件系统的精确描述。
综上，我们可以将软件文档定义为：
1. 文档是一种对软件系统的书面描述；
2. 文档应当精确地描述软件系统；
3. 软件文档是软件工程师之间用作沟通交流的一种方式；
4. 文档的类型有很多种，包括软件需求文档，设计文档，测试文档，用户手册等；
5. 文档的呈现方式有很多种，可以是传统的书面文字形式或图表形式，也可是动态的网页形式